# 米耶尔迈涅
米耶尔迈涅（法語：Miermaigne，法語發音：[mjɛʁmɛɲ]）是法国厄尔-卢瓦省的一个市镇，位于该省西部偏南，属于诺让勒罗特鲁区。

## 地理
米耶尔迈涅（48°14'47"N, 0°59'35"E）面积10.89 平方千米，位于法国中央-卢瓦尔河谷大区厄尔-卢瓦省，该省份为法国北部内陆省份，北起顺时针与厄尔省、伊夫林省、埃松省、卢瓦雷省、卢瓦-谢尔省、萨尔特省和奧恩省接壤。
与米耶尔迈涅接壤的市镇（或旧市镇、城区）包括：吕尼。
米耶尔迈涅的时区为UTC+01:00、UTC+02:00（夏令时）。

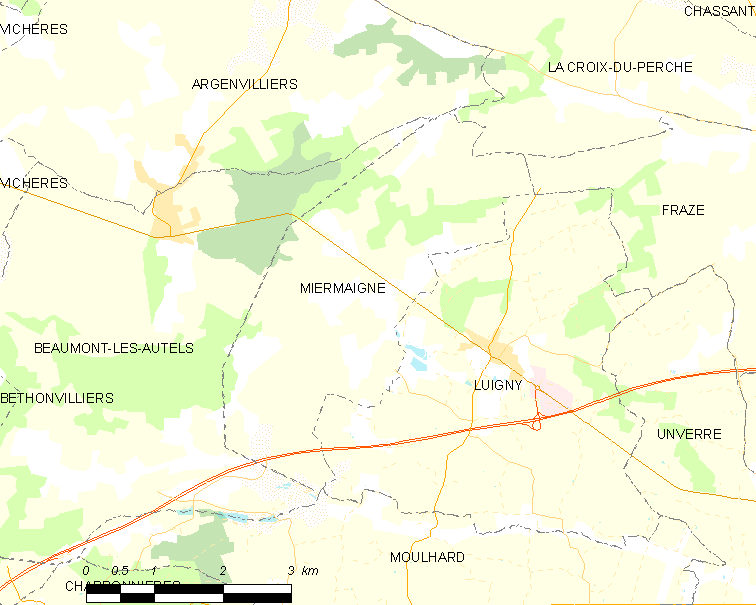
米耶尔迈涅的OSM定位图

## 行政
米耶尔迈涅的邮政编码为28480，INSEE市镇编码为28252。

## 政治
米耶尔迈涅所属的省级选区为布鲁县。

## 人口

1962-2008年间米耶尔迈涅人口变化图示

米耶尔迈涅于2022年1月1日时的人口数量为171人。